# Magmatologie
La magmatologie est une discipline géologique qui étudie l'origine, l'évolution et les propriétés des magmas.
La magmatologie regroupe plusieurs approches méthodologiques :
- la pétrologie expérimentale appliquée à la fusion des roches et des minéraux ainsi qu'à la cristallisation progressive des magmas, à différentes pressions. Le précurseur en a été Norman Bowen (1887-1956) ;
- la volcanologie expérimentale, qui permet de simuler le comportement des magmas quand ils résident dans une chambre magmatique ou qu'ils s'approchent de la surface (vésiculation, mouvements convectifs, écoulement dans les conduits, etc.) ;
- la thermodynamique chimique qui permet de synthétiser les données de la pétrologie expérimentale, et de les extrapoler (dans une certaine mesure) à d'autres conditions de température et de pression ;
- l'étude géochimique, tant des éléments majeurs que des traces et des isotopes, appliquée aux roches volcaniques et plutoniques, qui permet de comprendre comment se partagent les éléments chimiques au cours de la formation et de l'évolution des magmas ;
- l'étude des propriétés physiques des magmas : densité, conductivités thermique et électrique, viscosité et autres propriétés rhéologiques, etc. ;
- la modélisation de l'évolution chimique des magmas ainsi que de leurs trajets à travers le manteau et la croûte terrestres.